# 紆余曲折
| ウィキペディアには「紆余曲折」という見出しの百科事典記事はありません（タイトルに「紆余曲折」を含むページの一覧/「紆余曲折」で始まるページの一覧）。 代わりにウィクショナリーのページ「紆余曲折」が役に立つかもしれません。 |